# Lijst van Europarlementariërs voor D66
Een overzicht van (voormalige) leden van het Europees Parlement voor Democraten 66 (D66).
| Europees Parlementslid              | Begindatum        | Einddatum       |
| ----------------------------------- | ----------------- | --------------- |
| Brigitte van den Berg               | 16 juli 2024      |                 |
| Jan-Willem Bertens                  | 24 juli 1989      | 19 juli 1999    |
| Johanna Boogerd-Quaak               | 19 juli 1994      | 19 juli 1999    |
| Johanna Boogerd-Quaak               | 5 februari 2003   | 19 juli 2004    |
| Bob van den Bos                     | 20 juli 1999      | 19 juli 2004    |
| Laurens Jan Brinkhorst              | 19 juli 1994      | 7 juli 1999     |
| Suzanne Dekker                      | 17 juli 1979      | 9 juni 1981     |
| Doeke Eisma                         | 13 mei 1973       | 2 oktober 1974  |
| Doeke Eisma                         | 19 juni 1981      | 23 juli 1984    |
| Doeke Eisma                         | 19 juli 1994      | 19 juli 1999    |
| Maarten Engwirda                    | 22 september 1971 | 12 maart 1973   |
| Raquel García Hermida-van der Walle | 16 juli 2024      |                 |
| Gerben-Jan Gerbrandy                | 14 juli 2009      | 1 juli 2019     |
| Gerben-Jan Gerbrandy                | 16 juli 2024      |                 |
| Aar de Goede                        | 17 juli 1979      | 23 juli 1984    |
| Lousewies van der Laan              | 20 juli 1999      | 29 januari 2003 |
| Matthijs van Miltenburg             | 1 juli 2014       | 1 juli 2019     |
| Samira Rafaela                      | 2 juli 2019       | 9 juli 2024     |
| Marietje Schaake                    | 14 juli 2009      | 1 juli 2019     |
| Sophie in 't Veld                   | 20 juli 2004      | 16 juni 2023    |